# فيليكس إيدو
فيليكس إيدو (بالإنجليزية: Felix Udoh)‏ هو لاعب كرة قدم نيجيري في مركز الدفاع، ولد في 28 ديسمبر 1993 في نيجيريا. شارك مع منتخب نيجيريا تحت 20 سنة لكرة القدم. أما مع النوادي، فقد لعب مع بارتيزاني تيرانا ونادي كامزا.

## وصلات خارجية
- فيليكس إيدو على موقع قاعدة بيانات كرة القدم.إي يو (الإنجليزية)
- فيليكس إيدو على موقع Soccerway.com (الإنجليزية)